# Río Ibor
El río Ibor es un curso de agua del centro de España, afluente del Tajo. Discurre por la provincia de Cáceres, en Extremadura. Nace en la sierra de Guadalupe y traza un valle con su nombre, paralelo a la sierra de Villuercas en su parte alta. Fluye de sur a norte, atravesando los municipios de Guadalupe, Navalvillar de Ibor, Castañar de Ibor, Fresnedoso de Ibor, Mesas de Ibor y Bohonal de Ibor. En la Edad Media marcaba la frontera entre las Tierras de Talavera (situadas al este del río) y la Comunidad de Villa y Tierra de Plasencia (al oeste del Ibor). También marcaba la frontera entre las provincias de Toledo y Extremadura hasta 1833, en que algunos pueblos toledanos pasaron a formar parte de la provincia de Cáceres. Tiene una longitud de unos 60 km.

## Etimología
Sobre el origen de la palabra Ibor, los lingüistas la ubican como prerromana y su traducción «agua que fluye» tiene que ver con la propia naturaleza fluvial. Se basan en la comparación con el griego «Iber», de donde deriva el latín «Íberus», actual Ebro, los términos del vasco «ibar» (rivera), «ibai» (río) o el céltico «avon», con el mismo significado.

## Curso
El río, que discurre por la provincia de Cáceres, se forma en la sierra de las Villuercas, muy cerca de la ermita del Humilladero (donde Miguel de Cervantes dejó las cadenas que le aprisionaron en Argel). Avena la vertiente norte de la sierra de Guadalupe y recoge toda el agua del valle al que da nombre (valle del Ibor).
Presenta en su recorrido un paisaje agreste, fruto del proceso erosivo que el río ha ido horadando en millones de años, apenas deja espacio para vegas y su aprovechamiento en regadío es escaso, algo de hortaliza y poco tabaco en la confluencia de los términos municipales de Castañar, Fresnedoso y Mesas de Ibor en la conocida vega de Ricomonte, algún espacio más pero escaso. En zona de represa, por antiguos molinos maquileros, ha formado preciosas zonas de baño.
Son varios los puentes que lo salvan, para acceder a los municipios que se sitúan a una y otra orilla (Navalvillar, Castañar y Bohonal a la derecha y Fresnedoso y Mesas a la izquierda). De los puentes, el más antiguo es el romano de Mesas de Ibor por el que pasaba la calzada romana de Austobriga a Turgalium (A25B del Itinerario de Antonino) en la orilla izquierda del río Tajo, hoy el puente se conoce como de las Veredas por ser utilizado desde la Edad Media por la cañada de ganados.
Tras un recorrido próximo a los 60 km entrega sus aguas al río Tajo en el paraje de las Juntas, entre Bohonal y Mesas de Ibor.
Aparece descrito en el noveno volumen del Diccionario geográfico-estadístico-histórico de España y sus posesiones de Ultramar de Pascual Madoz de la siguiente manera:

IBOR: r. en la prov. de Cáceres, part. jud. de Logrosan: se forma de 2 ramales, que el uno nace en la fuente llamada de Agua-fria, y el otro en el prado del Trincho á la falda de las Villuercas, cuya reunion se verifica en el sitio que llaman Puente de los Álamos: se dirige al N. y poco á poco va buscando el O.: á las 4 leg. pasa por Nalvillar, cuyo pueblo deja á la der., á las 3 leg. por térm. de Fresnedoso, que deja 1/2 leg. á la izq.; á 1/2 leg. por las Mesas y el Bohonal, á 1/2 leg. cada uno, cuyos pueblos toman el sobrenombre de este r., y desde aqui, y á dist. de 1 leg. desemboca en el Tajo despues de 9 leg. de curso. Cria peces finos, en particular truchas y anguilas.
(Madoz, 1847, p. 379)

## Fauna
A mediados del siglo XIX se decía del río que «cria peces finos, en particular truchas y anguilas». Se trata de un río rico en pesca, en sus aguas se pueden encontrar truchas, barbos, bogas y cachos. Sus aguas son limpias y cristalinas y en ellas todavía pueden verse nutrias.